# Ann Baynard
Ann Baynard, parfois orthographiée Anne, née en 1672 à Preston et décédée le 12 juin 1697 à Barnes, dans le Surrey, est une philosophe naturelle britannique et un modèle de piété. 

## Biographie
Originaire du Lancashire, en Angleterre, Ann Baynard reçoit l'enseignement de son père, Edward Baynard, médecin, poète et membre du Collège royal de médecine de Londres. Considérée en son temps comme un exemple de piété et de vertu, son érudition s'oriente principalement vers l'étude de la théologie protestante.
Bien qu'elle ait écrit un certain nombre de textes en latin et en anglais, aucun n'a survécu. À travers ses recherches, elle cherche à dénouer la discussion avec des athées et des non-chrétiens. 
Pour Ann Baynard, l'apprentissage séculier ne vaut rien s'il ne conduit pas à la connaissance de Dieu. Elle fréquente assidûment l'église, ne manque jamais les offices quotidiens, sauf si la maladie l'en empêche, et passe la majeure partie de son temps en méditation et autres exercices pieux. Généreuse envers les pauvres, elle consacre une partie fixe de ses revenus à des œuvres de charité. 
Elle est également active dans ses tentatives pour persuader les autres de mener une vie religieuse. Elle exhorte ainsi tous les jeunes à étudier la philosophie et, surtout, à lire la Bible, avec un appel particulier aux femmes afin de parfaire leur éducation par l'étude des textes religieux.
Plus tard, au cours de son éloge funèbre, le révérend Prude qualifie la connaissance philosophique de cette femme, alors âgée de vingt ans, de la même ampleur que celle d'un « vieux philosophe barbu ».